# روبي فيليكس
روبي فيليكس (بالإنجليزية: Robby Felix)‏ هو لاعب كرة قدم أمريكية أمريكي، ولد في 3 يونيو 1986 في أورانج في الولايات المتحدة.

## وصلات خارجية
- روبي فيليكس على موقع مرجع كرة القدم المحترفة.كوم (الإنجليزية)
- روبي فيليكس على موقع JustSportsStats.com (الإنجليزية)